# 飯田深雪
飯田 深雪（いいだ みゆき、1903年10月9日 - 2007年7月4日）は、日本の料理研究家。アートフラワーの創始者。

## 人物
新潟県生まれ。祖先は足利氏、徳川氏に仕えた板倉氏。外交官との結婚後、米・英・インドなどで暮らし、終戦直後より焼け跡の仮住まいでガウンの裾を切ってコクリコを製作し、アートフラワーを始める。ちなみに「アートフラワー」は彼女の造語である。
NHKテレビの「きょうの料理」に初期から講師として出演し、西洋料理の普及にも尽力した。テーブルセッティングやインテリアなどを含め、著作は132冊を数える。
2007年7月4日に103歳で死去。墓所は東京都八王子市の東京霊園。

## 略歴
- 1903年 - 新潟県に生まれる。平壌に病院を開く医者であり芸術に造詣が深く食道楽であった父[3]の影響を受け、幼児より洋式の生活に馴染む。また幼い日より花を愛し、絵画を好んだ。
- 1926年 - 外務省勤めの夫と結婚[3]。
- 1927年 - 1947年 - 結婚後、海外勤務の夫と共に過ごしたアメリカ・ヨーロッパ・インドでの生活体験の中で、従来の造花の概念を脱却した独自の芸術的作品を創作。
- 1945年ころ - 戦争と後の混乱で財産を失い、バラック生活となり、料理や菓子を復興局へ売り生計を立てるうち、彼女のシュークリームやアップルパイに惹かれた人たちから頼まれたことが出発点となる。
- 1948年2月 - 周囲の人々に請われて西洋料理および造花を教え始める。その花を「アートフラワー」と命名。
- 1952年12月 - 日本橋、柳屋において第1回展示会を開催。
- 1953年 - 生活研究社より、初のアートフラワーの著書「フラワーアクセサリー・服飾造花」を出版。
- 1964年 - 株式会社深雪スタジオを設立。同時にアートフラワー師範制度を確立。
- 1965年4月 - 東京新宿の京王百貨店において、第1回アートフラワー展開催。
- 1967年7月 - カナダ、モントリオール万国博覧会日本館開館式の当日、高松宮夫妻が世界の賓客を招待されたウィンザーホテルの大サロンに、下命によりアートフラワーを展示。
- 1970年8月 - 日生劇場にて、バレエ「眠りの森の美女」のアートフラワーによる舞台装置ならびに衣装の色彩指導を行なう。
- 1973年10月 - ハワイ、シェラトン・ホテルで大展示会を開催。
- 1974年2 - 3月 - 大阪心斎橋の大丸百貨店において「明日を拓く飯田深雪インテリア展」を開催。
- 1975年2月 - 東京文化会館にて長門美保のオペラ「蝶々夫人」の舞台装置にアートフラワーを飾る。
- 1975年5月 - イギリス女王エリザベス2世来日の際、迎賓館内の国賓御私室をアートフラワーで装飾。
- 1975年11月 - 勲五等宝冠章受章。
- 1976年9月 - カナダのトルドー首相より、迎賓館に飾られたアートフラワーを賞賛され、メダルの贈呈を受ける。
- 1977年1月 - フランスの由緒あるグルメの会、シェーヌ・ド・ロティスール（フランス語版）より、食通としてメダルを授与される。また1979年1月に再度メダルを受け、さらに日本管区の判定官に任ぜられる。
- 1978年11月 - すぐれた料理普及に長年尽力した功により、フランスの格式高いGrand Ordre de Rocamadourを受賞。
- 1979年5月 - モナコ国営展示会場において、グレース公妃主催のもとに大展示会を開催。
- 1979年7月 - 西ドイツ（当時）、ハンブルク近郊にある17世紀の城館ブルーメンシェロス（花の城の意）において「飯田深雪と倫子の花の学校」を開校。
- 1980年9月 - 豪日交流基金および南オーストラリア州政府により招聘されて、2週間に亘り各地を訪問、歓迎を受ける。
- 1981年 - シラク・パリ市長（当時）主催、在仏日本大使館後援により、パリ、バガテル庭園、オランジュリー館にて「飯田深雪花の芸術展」を開催。国際障害者年にあたり、展示作品および花器全てを、フランス国内で広く福祉事業に携わるポンピドゥー財団に寄贈。パリ市長より栄誉章としてメダルを、ポンピドゥー元大統領夫人より金メダルを受ける。日本食生活文化財団により金メダルを受ける。パリ、テアトル・シャンゼリゼにおけるポンピドゥー財団主催の慈善音楽界に招かれ、公演の幕間に有名歌手により、その日の招待客、各界名士の前で功労者として紹介を受ける。
- 1982年 - 飯田深雪スタジオ開講35周年、著書100冊記念感謝の会を催す。著書はアートフラワー、フランス料理、テーブルセッティング、インテリア、随想など幅広く、うち海外版が9冊含まれる。
- 1992年 - フランス芸術文化勲章オフィシェ章を受賞。
- 2003年 - レジオンドヌール勲章シュヴァリエを受章[5]。

## 著作
- 『魚と貝を主にした家庭料理』雄鶏社 1952年
- 『野菜を主にした家庭料理』雄鶏社 1952年
- 『魚と牛・豚肉を主にした家庭料理』雄鶏社 1952年
- 『ケーキとデザート 家庭で楽しく作れる』雄鶏社 1953年
- 『服飾造花』 生活研究社 1953年
- 『牛・豚肉を主にした家庭料理』雄鶏社 1953年
- 『洋風家庭料理』雄鶏社 1954年
- 『新しい造花』雄鶏社 1955年
- 『惣菜向き洋風料理』雄鶏社 1955年
- 『サンドイッチ』雄鶏社 1957年
- 『サラダ』雄鶏社 1957年
- 『造花 その技術と応用』婦人画報社 1958年
- 『たのしい日曜料理』実業之日本社 1959年
- 『たのしいバービキュー料理』婦人画報社 1959年
- 『西洋料理10週間』柴田書店 1960年
- 『お菓子』（共著） 講談社 1961年
- 『マナーのすべて』徳間書店 1962年
- 『もてなし料理』鎌倉書店 1963年
- 『アートフラワーメーキング』（飯田倫子との共著） 三和図書 1964年
- 『うつくしい造花 みゆきフラワー』（飯田倫子との共著） 婦人画報社 1965年
- 『暮しの造花』グラフ社 1965年
- 『シチューとスープ』三和図書 1965年
- 『飯田深雪の造花 服飾用フラワーメーキング110種』（飯田倫子との共著）主婦の友社 1965年
- 『造花 中等科・高等科』（飯田倫子との共著）講談社 1967年
- 『新エチケット教室』徳間書店 1968年
- 『飯田深雪の洋風おかず 基本と応用』主婦の友社 1969年
- 『チーズ料理』婦人画報社 1969年
- 『サンドイッチ』婦人画報社 1969年
- 『NHK 洋風きょうの料理』日本放送出版協会 1970年
- 『お料理しましょう 2』川本哲夫 え. 日本放送出版協会, 1970
- 『テーブルセッテング』講談社, 1971
- 『西洋料理入門 基礎から応用までの20課』主婦の友社, 1971
- 『飯田深雪のアートフラワー (ハンドクラフトシリーズ) グラフ社, 1972
- 『クッキングカード』中央公論社, 1972.3
- 『飯田深雪のお菓子とパーティー料理 (やさしいホームクッキング) 講談社, 1973
- 『飯田深雪の正しい作法の本 (タウンブックス) 主婦と生活社, 1973
- 『エレック西洋料理』大門出版, 1973
- 『西洋料理 電子レンジでつくる』主婦と生活社, 1974
- 『結婚の条件』 (ぱぴろすbooks) 三笠書房, 1974
- 『飯田深雪の家庭料理』お料理社, 1974
- 『シチューと洋風煮込み物 のんびりやさんが作るとじょうず』(講談社お料理文庫), 1975
- 『チキン料理 付・卵料理』婦人画報社, 1975
- 『美しいアートフラワーの四季』講談社, 1975
- 『魚料理』婦人画報社, 1976
- 『スナック 付/野菜料理』婦人画報社, 1976
- 『パーティー 料理・セッティング・マナー』婦人画報社, 1977.1
- 『美しく住む』講談社, 1977.1
- 『美しい造花』飯田倫子共著. 婦人画報社, 1977.10
- 『ウエディングの花』海竜社, 1977.11
- 『ばらの造花』飯田倫子共著. 婦人画報社, 1977.12
- 『小さな造花』飯田倫子共著. 婦人画報社, 1977.3
- 『コサージュ』飯田倫子共著. 婦人画報社, 1978.10
- 『アートフラワー入門』海竜社, 1978.12
- 『飯田深雪・洋風基本のおかず』 (婦人倶楽部ベスト料理シリーズ) 講談社, 1978.3
- 『ばらの花 アートフラワー』飯田倫子共著. 講談社, 1978.9
- 『らんの花 アートフラワー』飯田倫子共著. 講談社, 1979.11
- 『続・アートフラワー入門』海竜社, 1979.12
- 『美しき野草 深雪アートフラワー』飯田倫子共著. 海竜社, 1979.12
- 『造花 研究科 2』飯田倫子共著. 講談社, 1980.10
- 『アントルメ・メゾン ヨーロッパのデザート用菓子』講談社, 1980.3
- 『アートフラワー テーマと応用』飯田倫子共著. 日本ヴォーグ社, 1980.4
- 『季節の花』飯田倫子共著. 婦人画報社, 1980.5
- 『食卓の芸術』海竜社, 1980.6
- 『らんの造花』飯田倫子共著. 婦人画報社, 1981.10
- 『偽らざる心の歩み』海竜社, 1981.3
- 『オーストラリアの花 大自然の美ここに息づく』海竜社, 1981.5
- 『深雪アートフラワー 高等科』飯田倫子共著. 講談社, 1981.6
- 『飯田深雪の料理 初級』飯田圭子共著. 講談社, 1982.4
- 『フランス料理 1』海竜社, 1982.6
- 『美しき薔薇 : Miyuki art flower』飯田倫子共著. 婦人画報社, 1982.7
- 『ティー・紅茶でのもてなし』講談社, 1983.11
- 『食卓を楽しむ刺繍』尾上雅野共著. 講談社, 1984.10
- 『幸福へのとびら 心豊かな人生』講談社, 1984.5
- 『美しきアートフラワーらん』(講談社ポストカード・コレクション) 1984.7
- 『パティスリー 焼き菓子類 (飯田深雪の料理シリーズ) 』海竜社, 1984.9
- 『飯田深雪の世界』教育書籍, 1984.9
- 『飯田深雪の食卓の昭和史』講談社, 1985.1
- 『鏡とアートフラワー』飯田倫子共著. 雄鶏社, 1985.10
- 『美しい日常へのすすめ 21世紀を生きる方へ』朝日新聞社, 1985.5
- 『アートフラワー野の花』飯田倫子共著. 講談社, 1985.8
- 『飯田深雪のお菓子レッスン』(マイライフシリーズ グラフ社, 1987.1
- 『飯田深雪の愉しい食卓づくり 家庭のだんらんと四季のテーブル46の実例集』海竜社, 1987.3
- 『飯田深雪の楽しいおもてなし 国際社交のルールとマナー』グラフ社, 1990.10
- 『生かされて生きる年輪』海竜社, 1991.10
- 『今、言い残しておきたいこと 喜びに充ちた人生を歩むために』海竜社, 1995.2
- 『喜ばれて喜んで96歳 おもてなしへの招待状』日本放送出版協会, 2000.9
- 『エチケット、マナーの覚え書 招くとき、招かれるときの心とかたち』グラフ社, 2001.1
- 『百歳人生の贈りもの 美しい生き方のための12章』海竜社, 2002.10
- 『100歳のいきいき食卓術 私の食の心得7カ条』大和書房, 2003.10
- 『お菓子レッスン』(マイライフシリーズ グラフ社, 2005.4